# Bundesanstalt für vereinigungsbedingte Sonderaufgaben

Logo

Die Bundesanstalt für vereinigungsbedingte Sonderaufgaben (BvS) ging durch Umbenennung aus der Treuhandanstalt hervor. Ihr obliegen im Wesentlichen das Vertragsmanagement, die Reprivatisierung und die Abwicklung von Unternehmen in Liquidation. Außerdem ist sie Treuhänder des Vermögens von Parteien und Massenorganisationen der DDR (PMO-Vermögen).

## Rechtliche Grundlagen
Aufgrund des Gesetzes zur abschließenden Erfüllung der verbliebenen Aufgaben der Treuhandanstalt vom 9. August 1994 endete die Tätigkeit der Treuhandanstalt zum Jahresende 1994. Die Treuhandanstalt wurde in „Bundesanstalt für vereinigungsbedingte Sonderaufgaben“ umbenannt (siehe § 1 der Verordnung über die Umbenennung und die Anpassung von Zuständigkeiten der Treuhandanstalt [Treuhandanstaltumbenennungsverordnung – TreuhUmbenV] vom 20. Dezember 1994 (BGBl. I S. 3913)) und die Verantwortung für die Erfüllung ihrer verbliebenen Aufgaben ab 1. Januar 1995 auf die Bundesanstalt für vereinigungsbedingte Sonderaufgaben, die BMGB Beteiligungs-Management-Gesellschaft Berlin mbH und die TLG Treuhand Liegenschaftsgesellschaft mbH übertragen.

## Organe
Bis 31. Dezember 2003:
- Vorstand
- Verwaltungsrat

Seit 1. Januar 2004:
- Abwickler der Anstalt

## Aufgaben
Die verbleibenden Aufgaben, die hauptsächlich noch die Bereiche Reprivatisierung, Vertragsmanagement, Abwicklung und Verwertung von ehemals volkseigenem land- und forstwirtschaftlichen Vermögen betreffen, werden für die BvS von Dritten in Geschäftsbesorgung wahrgenommen. Bis auf den letztgenannten Bereich waren die Aufgaben bis 2011 fast vollständig erledigt.

## Beteiligungen
- Dieselmotorenwerk Rostock

## Privatisierung
- Verkauf der Buna-Werke an Dow Olefinverbund 1995
- Aufbau-Verlag 1995 mit nachfolgenden Rechtsstreitigkeiten
- Schwermaschinenbau-Kombinat „Ernst Thälmann“ (SKET)

### Rechtsstreitigkeiten
- Schadenersatzprozesse gegen Bremer Vulkan

- Klage gegen die Bank Austria, die als Hausbank von Rudolfine Steindling der Komplizenschaft mit der Geschäftsführerin des ehemaligen Außenhandelsbetriebes der DDR, der  Novum GmbH bei der Unterschlagung von Treuhandvermögen beschuldigt worden war.[3][4]

- Klage gegen die schweizerische Bank Julius Bär & Co. AG auf Schadenersatz für verschwundenes DDR-Staatsvermögen in Höhe von umgerechnet 135 Millionen Euro.[5]

## Tochtergesellschaften
- Tochtergesellschaft der BvS ist die BVVG Bodenverwertungs- und -verwaltungs GmbH (BVVG).
- Tochtergesellschaft der BvS  war bis Ende 2013 die GESA Gesellschaft zur Entwicklung und Sanierung von Altstandorten mbH (jetzt Tochtergesellschaft der Bundesanstalt für Immobilienaufgaben).

## Abwicklung
Durch das Gesetz zur Abwicklung der BvS vom 28. Oktober 2003 wurde der letzte Schritt der Umstrukturierung vollzogen. Der Präsident als Organ der BvS wurde durch einen Abwickler ersetzt. Der BvS wurde die Möglichkeit eingeräumt, ihr Vermögen, im Zuge der Abwicklung auf den Bund, Einrichtungen oder Kapitalgesellschaften des Bundes zu übertragen und damit die Voraussetzungen für die Auflösung der BvS zu schaffen.
Im Hinblick auf den Abarbeitungsstand dieser Aufgaben stellte die BvS selbst zum 31. Dezember 2000 die operative Arbeit grundsätzlich ein und übertrug die Abarbeitung der Restaufgaben Geschäftsbesorgern. Seit 1. Januar 2004 wird sie durch einen Abwickler vertreten; die bis dahin handelnden Organe Verwaltungsrat und Vorstand (Präsident) wurden abgeschafft. Zum Abwickler ist seit dem 1. Juli 2008 die Bundesanstalt für Immobilienaufgaben (BImA) bestellt. Die BImA übernahm darüber hinaus von der BvS mit Wirkung zum 1. Januar 2014 deren Aufgaben auf dem Gebiet der ökologischen Altlasten.
Die BvS ist eine bundesunmittelbare Anstalt des öffentlichen Rechts und gehört zum Geschäftsbereich des Bundesministeriums der Finanzen.

## Personen
- Heinrich Hornef, Präsident der BvS von 1995 bis 1996
- Günther Himstedt, Präsident der BvS ab 1997
- Hans Hinrich Schroeder-Hohenwarth, Präsident der BvS
- Rudolf Bohn, Vorstand ab 1995, Staatssekretär im Wirtschaftsministerium von Sachsen-Anhalt
- Peter Breitenstein (Vorstand)
- Joachim Grünewald, Vorsitzender des Verwaltungsrats von Januar 1995 bis Ende 1998
- Otto Gellert, stellvertretender Vorsitzender des Verwaltungsrates
- Claus Köhler, Mitglied des Verwaltungsrats
- Manfred Schüler, seit 1999 letzter Vorsitzender des Verwaltungsrates, von 2005 bis 2005 Abwickler der BvS,[8] von 2000 bis 2003 Aufsichtsratsvorsitzender der TLG Immobilien